# Mantoida burmeisteri
Mantoida burmeisteri är en bönsyrseart som beskrevs av Christoph Gottfried Andreas Giebel 1862. Mantoida burmeisteri ingår i släktet Mantoida och familjen Mantoididae. Inga underarter finns listade i Catalogue of Life.